# Iolaus (djur)
Iolaus är ett släkte av fjärilar. Iolaus ingår i familjen juvelvingar.

## Dottertaxa tillIolaus, i alfabetisk ordning[1]
- Iolaus adamsi
- Iolaus alberici
- Iolaus albomaculatus
- Iolaus alienus
- Iolaus anesius
- Iolaus auricostalis
- Iolaus aurivillii
- Iolaus aurora
- Iolaus australis
- Iolaus azureus
- Iolaus bagus
- Iolaus bertha
- Iolaus bilineata
- Iolaus bolissus
- Iolaus bryki
- Iolaus canissus
- Iolaus carina
- Iolaus cervinus
- Iolaus coelestis
- Iolaus cottoni
- Iolaus diaeus
- Iolaus dubiosa
- Iolaus elisa
- Iolaus emma
- Iolaus ertli
- Iolaus eurisus
- Iolaus gabonensis
- Iolaus helius
- Iolaus jalysus
- Iolaus julianus
- Iolaus julius
- Iolaus kuhnei
- Iolaus lekanion
- Iolaus longicauda
- Iolaus luculentus
- Iolaus marmoreus
- Iolaus matilda
- Iolaus mildbraedi
- Iolaus moyambina
- Iolaus nursei
- Iolaus obscurus
- Iolaus orientius
- Iolaus penningtoni
- Iolaus sapphirhinus
- Iolaus sapphirinus
- Iolaus schultzei
- Iolaus scintillans
- Iolaus sciophilus
- Iolaus stewarti
- Iolaus theodori
- Iolaus thuraui
- Iolaus vexillarius